# Kush Games
Kush Games era un estudio subsidiario a Visual Concepts que al mismo tiempo pertenecía a Take-Two Interactive finalmente cerró sus puertas en 2008.

## Historia
Kush era un desarrolladora de videojuegos con sede en Camarillo, California. Se centraron en los juegos no violentos, y desarrolló varios videojuegos de deportes como MLB Baseball 2K y NHL 2K. Han creado videojuegos para consolas más modernas como PlayStation 3 y Xbox 360.
En julio de 2007, el fundador de Kush Games, Umrao Mayer abandonó el estudio y fundó Zindagi Games en Camarillo, con un número de exempleados de Kush. El resto del personal de Kush Games fue trasladado a la zona de San Francisco a principios de 2008. La empresa más tarde  cerró y las franquicias de desarrollo de MLB y NHL 2K se cedieron a 2K Sports.
La mascota de Kush  era una consola cúbica sonriente con un mando enchufado. Con rayos en su parte superior que simulan cabello en punta.